# Liste der Botschafter von Antigua und Barbuda in China
Der Botschafter von Antigua und Barbuda in China ist der ranghöchste diplomatische Vertreter der Regierung von Antigua und Barbuda in der Volksrepublik China. Die Botschaft befindet sich in Peking.
| Ernennung / Akkreditierung | Botschafter        | Bemerkungen | Regierung von Antigua und Barbuda | Regierung von China | Posten verlassen |
| -------------------------- | ------------------ | ----------- | --------------------------------- | ------------------- | ---------------- |
| 1. Jan. 1983               | Lioydston Jacobs   |             | Vere Cornwall Bird                | Zhao Ziyang         |                  |
| 2002                       | James A.E. Thomas  |             | Lester Bird                       | Zhu Rongji          | 2003             |
| 28. Juni 2006              | David Shoul        |             | Winston Baldwin Spencer           | Wen Jiabao          |                  |
| 30. Sep. 2014              | Brian Stuart-Young |             | Gaston Browne                     | Wen Jiabao          |                  |